# Hermann Otto Ippen
Hermann Otto Ippen (* 28. März 1873 in Boppard; † 16. November 1956 in Pinneberg) war ein deutscher Reeder.
1922 gründete er neben anderen Unternehmen die Ippen-Linie Reederei AG zu Hamburg.
Ippen baute zwischen Stettin und den mecklenburgischen Häfen einen regelmäßigen Liniendienst auf, den er später u. a. nach Kiel ausweitete.